# Gutier Núñez
Gutier Núñez (fl. 929-931), probablemente hijo del conde de Castilla Nuño Fernández, fue conde en Burgos en 931.

## Vida
Conocido como conde en Burgos por un único documento del 1 de marzo de 931 del Monasterio de Cardeña que está datado Rex Adefonso in Legione et comite Guthier Nunnis in Burgos («el rey Alfonso en León y el conde Gutier Núñez en Burgos». Sin embargo, poco después aparece ya Fernán González como conde de Castilla, seguramente designado por el rey Ramiro II de León.
Existen diversidad de opiniones sobre la filiación de Gutier Núñez. Según Justo Pérez de Urbel, Gutier Núñez es el noble gallego Gutier Muñoz, hermano de la reina Goto, esposa de Sancho Ordóñez, rey de Galicia, nieto de Gutier Menéndez y bisnieto del conde Hermenegildo Gutiérrez.  Gutier aparece siempre con el patronímico Muñoz y falleció en el año 999, lo que hace que parezca bastante improbable que fuera enviado a Castilla sesenta y ocho años antes para gobernarla en nombre de Alfonso IV.
Es más probable que Gutier Núñez fuera hijo del anterior conde de Burgos Nuño Fernández, respaldando esta hipótesis el patronímico Núñez (hijo de Nuño).
| Predecesor: Fernando Ansúrez | Conde de Castilla y Burgos c.929-931 | Sucesor: Fernán González |